# Rocketdyne F-1

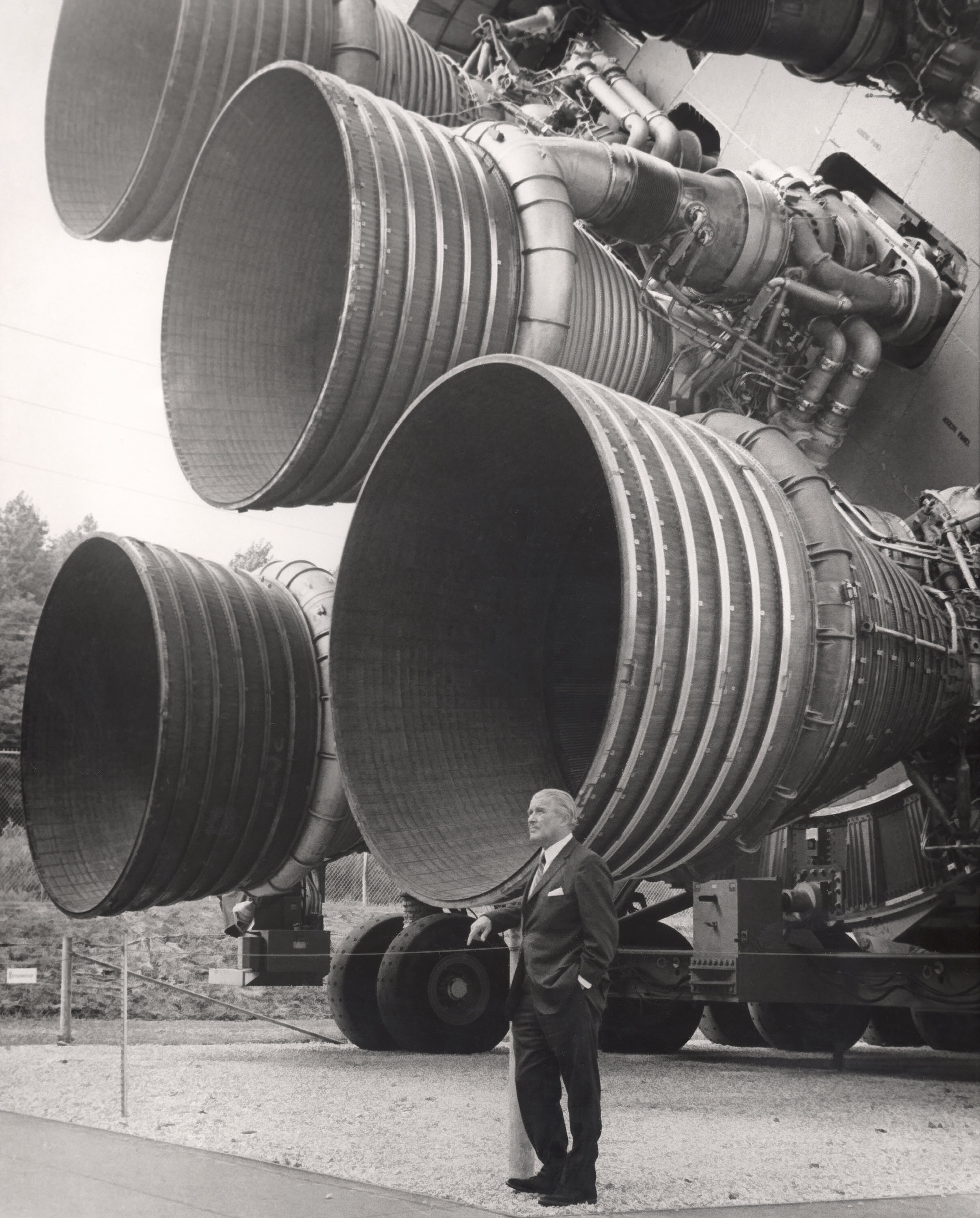
Wernher von Braun vor der ersten Stufe der Saturn-V-Rakete mit insgesamt fünf F-1-Triebwerken

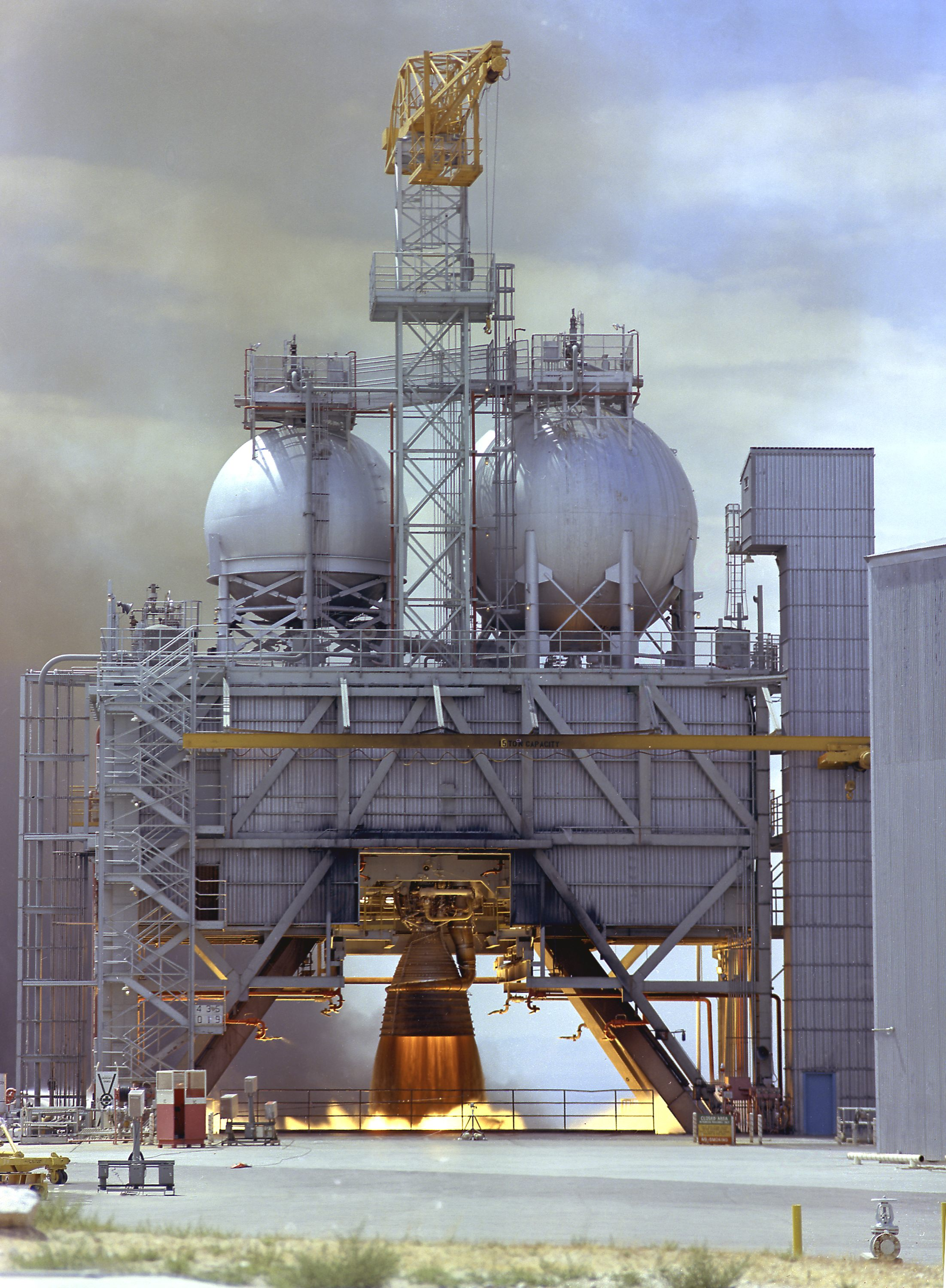
Testanlage

Das Rocketdyne F-1 ist ein Raketentriebwerk, das vom Erstflug der Saturn V 1967 bis zum Start der sowjetischen Rakete Energija im Jahre 1987 das schubstärkste geflogene Flüssigkeitsraketentriebwerk war. Es wurde aufgrund einer Anforderung der US-Luftwaffe aus dem Jahre 1955 für ein sehr leistungsstarkes Flüssigkeitsraketentriebwerk entwickelt und in der ersten Stufe der Trägerrakete Saturn-V im Rahmen des Apollo-Programms verwendet.

## Geschichte
Es gab zunächst zwei Entwürfe. Das E-1 wurde zwar getestet, aber nicht weiterverfolgt, weil es kaum technologisches Potential barg. Das F-1 sollte mit flüssigem Sauerstoff und RP-1 betrieben werden. Die Entwicklung wurde von der Air Force zunächst gestoppt, weil noch kein Bedarf für ein so leistungsfähiges Triebwerk gesehen wurde.
Die neu gegründete NASA ließ die Entwicklung jedoch weiterführen. Das erste vollständige Versuchstriebwerk konnte bereits im März 1959 gezündet werden. Die Tests zeigten Instabilitäten des Verbrennungsprozesses in der Brennkammer, die jedoch in einem langwierigen Entwicklungsprozess ausgeräumt werden konnten. Es fand ausschließlich in der ersten Stufe der Saturn V Verwendung.
Aus dem F-1 wurde in den 1960er Jahren das Triebwerk F-1A entwickelt. Es war knapp 300 kg leichter und lieferte 19 % mehr Schub. Das F-1A war für das nicht mehr realisierte Programm schwerer Trägerraketen Nova vorgesehen und kam nicht zum Einsatz.

## Technische Daten
- Schub: 6,67 MN auf Meeresniveau
0ab Apollo 09: 6,77 MN
0ab Apollo 15: 6,91 MN
- Brennkammerdruck: 7 MPa
- Brenndauer: 150 bis 163 s
- Treibstoffverbrauch: 2577 kg·s−1
- Spezifischer Impuls: 2,55 kN·s·kg−1
- Trockengewicht: 8353 kg
- Betriebsgewicht: 9115 kg
- Leistung der Turbopumpe: 40,4 MW
- Höhe: 5,6 m
- Durchmesser: 3,7 m